# Polokwane
Polokwane je grad u Južnoafričkoj Republici. Nalazi se u provinciji Limpopo. Osnovan je 1886. pod imenom Pietersburg.
Bio je jedan od gradova domaćina Svjetskog nogometnog prvenstva 2010. u Južnoafričkoj Republici. Prema popisu iz 2010. godine, grad Polokwane ima 503.000 stanovnika.